# Zaagrugschildpadden
Zaagrugschildpadden (Graptemys) zijn een geslacht van schildpadden uit de familie moerasschildpadden. De groep werd voor het eerst wetenschappelijk beschreven door Louis Agassiz in 1857. 

## Uiterlijke kenmerken
De soorten staan ook wel bekend als de landkaartschildpadden. Deze naam slaat op de tekening van de volwassen dieren, die enigszins lijkt op een landkaart vanwege de complexe lijnentekeningen. De naam zaagrugschildpad slaat op de juvenielen van veel soorten, die een opstaande, getande kiel op het midden van het schild hebben, vaak met een afstekende zwarte kleur. Deze structuur doet enigszins denken aan de tanden van een zaag. 

## Verspreiding en levenswijze
De verschillende Graptemys-soorten leven uitsluitend in de Verenigde Staten, alleen de 'echte' landkaartschildpad (Graptemys geographica) komt ook voor in zuidelijk Canada, en dan alleen in Zuid-Quebec. Het zijn wat meer naar een carnivoor neigende schildpadden die veel vlees eten en actief jagen op slakken en weekdieren en andere ongewervelden. Alle soorten zijn sterk seksueel dimorf; mannetjes blijven aanzienlijk kleiner dan de vrouwtjes. Mannetjes blijven rond de 12 centimeter, vrouwtjes bereiken een lengte van 30 centimeter, hoewel de exacte afmetingen per soort iets verschillen. Ook zijn mannetjes eerder geslachtsrijp en te herkennen aan de relatief dikkere en langere staart. Drie soorten hebben ieder twee ondersoorten die wat verschillen in verspreidingsgebied, kleuren en patronen.

## Taxonomie
Onderstaand een lijst van soorten. Er zijn veertien verschillende soorten, inclusief de pas in 2010 beschreven soort Graptemys pearlensis. De soort Graptemys sabinensis werd lange tijd beschouwd als een ondersoort van Graptemys ouachitensis en wordt in de literatuur vaak nog als zodanig vermeld.

## Soorten
Het geslacht omvat de volgende soorten, met de auteur en het verspreidingsgebied.
| Naam                                                     | Auteur                                        | Verspreidingsgebied |
| -------------------------------------------------------- | --------------------------------------------- | --- |
| Barbours landkaartschildpad (Graptemys barbouri)         | Carr & Marchand, 1942                         | Verenigde Staten (Alabama, Florida, Georgia) |
| Graptemys caglei                                         | Haynes & McKown, 1974                         | Verenigde Staten (Texas) |
| Graptemys ernsti                                         | Lovich & McCoy, 1992                          | Verenigde Staten (Florida, Alabama) |
| Graptemys flavimaculata                                  | Cagle, 1954                                   | Verenigde Staten (Mississippi, geïntroduceerd in Florida) |
| Landkaartschildpad (Graptemys geographica)               | Lesueur, 1817                                 | Canada (Quebec, Ontario), Verenigde Staten (Louisiana, Mississippi, New Jersey, North Carolina, Vermont, New York, Pennsylvania, Ohio, West Virginia, Virginia, Tennessee, Georgia, Alabama, Kentucky, Indiana, Illinois, Michigan, Minnesota, Iowa, Missouri, Kansas, Oklahoma, Arkansas, Wisconsin, Maryland) |
| Graptemys gibbonsi                                       | Lovich & McCoy, 1992                          | Verenigde Staten (Mississippi) |
| Graptemys nigrinoda                                      | Cagle, 1954                                   | Verenigde Staten (Alabama, Mississippi) |
| Geringde zaagrugschildpad (Graptemys oculifera)          | Baur, 1890                                    | Verenigde Staten (Mississippi, Louisiana) |
| Graptemys ouachitensis                                   | Cagle, 1953                                   | Verenigde Staten (Alabama, Texas, Louisiana, Oklahoma, Kansas, Nebraska, Arkansas, Missouri, Iowa, Minnesota, Wisconsin, Indiana, Ohio, West Virginia, Illinois, Kentucky, Tennessee, Mississippi) |
| Graptemys pearlensis                                     | Ennen, Lovich, Kreiser, Selman & Qualls, 2010 | Verenigde Staten (Mississippi, Louisiana) |
| Onechte landkaartschildpad (Graptemys pseudogeographica) | Gray, 1831                                    | Verenigde Staten (Iowa, Illinois, Missouri, Kansas, Oklahoma, Nebraska, South Dakota, Oklahoma, Texas, Louisiana, Arkansas, Mississippi, Tennessee, Kentucky, Indiana, Ohio, Alabama) |
| Graptemys pulchra                                        | Baur, 1893                                    | Verenigde Staten (Georgia, Alabama, Louisiana, Mississippi, Tennessee, Florida) |
| Graptemys sabinensis                                     | Cagle, 1953                                   | Verenigde Staten (Texas, Louisiana) |
| Graptemys versa                                          | Stejneger, 1925                               | Verenigde Staten (Texas) |